# Olympische Sommerspiele 1908/Teilnehmer (Dänemark)
| Gelbes Symbol für Goldmedaillen mit stilisierten Olympischen Ringen | Graues Symbol für Silbermedaillen mit stilisierten Olympischen Ringen | Braundes Symbol für Bronzemedaillen mit stilisierten Olympischen Ringen |
| ------------------------------------------------------------------- | --------------------------------------------------------------------- | ----------------------------------------------------------------------- |
| —                                                                   | 2                                                                     | 3                                                                       |

Dänemark nahm an den Olympischen Sommerspielen 1908 in London, Großbritannien, mit 78 Sportlern teil. Dabei konnten die Athleten zwei Silber- und drei Bronzemedaillen gewinnen.

## Medaillengewinner

### Zweiter
| Name | Sportart  | Wettkampf    |
| --- | --------- | ------------ |
| Marius Andersen Harald Bohr Charles Buchwald Ludvig Drescher (Torwart) Johannes Gandil Harald Hansen August Lindgren Kristian Middelboe Nils Middelboe Sophus Nielsen Oskar Nørland Bjørn Rasmussen Vilhelm Wolfhagen Charlie Williams (Trainer) | Fußball   | Männer       |
| Ludvig Dam | Schwimmen | 100 m Rücken |

### Dritter
| Name                 | Sportart | Wettkampf                     |
| -------------------- | -------- | ----------------------------- |
| Anders Andersen      | Ringen   | Mittelgewicht (bis 73 kg)     |
| Carl Jensen          | Ringen   | Halbschwergewicht (bis 93 kg) |
| Søren Marinus Jensen | Ringen   | Schwergewicht (über 93 kg)    |

## Teilnehmer nach Sportarten

### Boxen
| Disziplin                    | Platz   | Athlet           | Achtelfinale                                 | Viertelfinale  | Halbfinale     | Finale         |
| ---------------------------- | ------- | ---------------- | -------------------------------------------- | -------------- | -------------- | -------------- |
| Männer                       |         |                  |                                              |                |                |                |
| Leichtgewicht (bis 63,50 kg) | Siebter | Hemming Hansen   | Verlor gegen Johnson 2-0 Urteil              | nicht erreicht | nicht erreicht | nicht erreicht |
| Leichtgewicht (bis 63,50 kg) | Siebter | Waldemar Holberg | Verlor gegen Wells Urteil nach vierter Runde | nicht erreicht | nicht erreicht | nicht erreicht |

### Fechten
| Disziplin    | Platz        | Athlet                   | Erste Runde               | Zweite Runde              | Halbfinale                 | Finale         |
| ------------ | ------------ | ------------------------ | ------------------------- | ------------------------- | -------------------------- | -------------- |
| Männer       |              |                          |                           |                           |                            |                |
| Degen Einzel | Halbfinalist | Lauritz Christian Østrup | 5-1 (Erster in Gruppe A)  | 3-1 (Erster in Gruppe 2)  | 5-5 (Sechster in Gruppe 2) | nicht erreicht |
| Degen Einzel | Zweite Runde | Ivan Osiier              | 5-3 (Zweiter in Gruppe E) | 2-2 (Dritter in Gruppe 2) | nicht erreicht             | nicht erreicht |
| Degen Einzel | Zweite Runde | Ejnar Levison            | 3-2 (Zweiter in Gruppe C) | 1–4 (Fünfter in Gruppe 1) | nicht erreicht             | nicht erreicht |
| Degen Einzel | Erste Runde  | Herbert Sander           | 2–4 (Vierter in Gruppe B) | nicht erreicht            | nicht erreicht             | nicht erreicht |
| Degen Einzel | Erste Runde  | Otto Becker              | 4-4 (Vierter in Gruppe D) | nicht erreicht            | nicht erreicht             | nicht erreicht |
| Degen Einzel | Erste Runde  | Frantz Jørgensen         | 3–4 (Fünfter in Gruppe I) | nicht erreicht            | nicht erreicht             | nicht erreicht |
| Säbel Einzel | Halbfinale   | Lauritz Christian Østrup | 4-1 (Erster in Gruppe I)  | 2-1 (Zweiter in Gruppe 8) | 3–4 (Sechster in Gruppe 2) | nicht erreicht |
| Säbel Einzel | Zweite Runde | Einar Schwartz-Nielsen   | 2-1 (Erster in Gruppe E)  | 0–3 (Vierter in Gruppe 8) | nicht erreicht             | nicht erreicht |
| Säbel Einzel | Erste Runde  | Harald Krenchel          | 1–3 (Fünfter in Gruppe D) | nicht erreicht            | nicht erreicht             | nicht erreicht |

| Disziplin        | Platz   | Athleten                                                                      | Qualifikation | Erste Runde                                     | Halbfinale     | Finale         | Hoffnungsrunde                                            | Fechten um Platz 2 |
| ---------------- | ------- | ----------------------------------------------------------------------------- | ------------- | ----------------------------------------------- | -------------- | -------------- | --------------------------------------------------------- | ------------------ |
| Männer           |         |                                                                               |               |                                                 |                |                |                                                           |                    |
| Degen Mannschaft | Vierter | Ejnar Levison Ivan Osiier Lauritz Christian Østrup Herbert Sander Otto Becker | Freilos       | Verloren gegen Frankreich 10-6 → Hoffnungsrunde | nicht erreicht | nicht erreicht | Verloren gegen Großbritannien 9-8 → Ausgeschieden Vierter | nicht erreicht     |

### Fußball
| Disziplin | Platz   | Athleten | Erste Runde               | Halbfinale               | Finale                          | Spiel um Platz 3   |
| --------- | ------- | --- | ------------------------- | ------------------------ | ------------------------------- | ------------------ |
| Männer    |         | |                           |                          |                                 |                    |
| Männer    | Zweiter | Marius Andersen, Harald Bohr, Charles Buchwald, Ludvig Drescher (Torwart), Johannes Gandil Harald Hansen, August Lindgren, Kristian Middelboe, Nils Middelboe, Sophus Nielsen Oskar Nørland, Bjørn Rasmussen, Vilhelm Wolfhagen, Charlie Williams (Trainer) | Besiegte Frankreich B 9:0 | Besiegte Frankreich 17:1 | Verlor gegen Großbritannien 2:0 | nicht qualifiziert |

### Leichtathletik
| Männer                     |              |                     |                                        |                                     |                |
| 100 m                      | Heats        | Axel Petersen       | 11,5 Sekunden Zweiter, neunter Vorlauf | nicht erreicht                      | nicht erreicht |
| 1500 m                     | Halbfinalist | Kjeld Nielsen       | nicht ausgetragen                      | k. A. Sechster, zweites Halbfinale  | nicht erreicht |
| 5 Meilen (8047 m)          | Halbfinalist | Julius Jørgensen    | nicht ausgetragen                      | k. A. Dritter, drittes Halbfinale   | nicht erreicht |
| 5 Meilen (8047 m)          | Halbfinalist | Kjeld Nielsen       | nicht ausgetragen                      | k. A. Vierter, zweites Halbfinale   | nicht erreicht |
| Marathon                   | 23.          | Julius Jørgensen    | nicht ausgetragen                      | nicht ausgetragen                   | 3:47:44,0      |
| Marathon                   | 26.          | Rudy Hansen         | nicht ausgetragen                      | nicht ausgetragen                   | 3:53:15,0      |
| 3500 m Gehen               | Sechster     | Charles Vestergaard | nicht ausgetragen                      | 17:07,0 Zweiter, zweites Halbfinale | 17:21,8        |
| 3500 m Gehen               | Halbfinalist | Arne Højme          | nicht ausgetragen                      | 17:23,4 Sechster, erstes Halbfinale | nicht erreicht |
| 10 Meilen Gehen (16.093 m) | —            | Arne Højme          | nicht ausgetragen                      | DNF —, erstes Halbfinale            | nicht erreicht |
| 10 Meilen Gehen (16.093 m) | —            | Charles Vestergaard | nicht ausgetragen                      | DNF —, zweites Halbfinale           | nicht erreicht |
| Disziplin                  | Platz        | Athlet(en)          |                                        |                                     | Höhe/Weite     |
| Männer                     |              |                     |                                        |                                     |                |
| Standweitsprung            | Achter-25.   | Svend Langkjær      | nicht ausgetragen                      | nicht ausgetragen                   | k. A.          |
| Standhochsprung            | Achter       | Svend Langkjær      | nicht ausgetragen                      | nicht ausgetragen                   | 1,42 Meter     |
| Hammerwurf                 | Zehnter-19.  | Harald Agger        | nicht ausgetragen                      | nicht ausgetragen                   | k. A.          |

### Ringen
| Disziplin                     | Platz   | Athlet               | Erste Runde            | Achtelfinale        | Viertelfinale           | Halbfinale              | Kampf um Platz 3/Finale    |
| ----------------------------- | ------- | -------------------- | ---------------------- | ------------------- | ----------------------- | ----------------------- | -------------------------- |
| Männer                        |         |                      |                        |                     |                         |                         |                            |
| Griechisch-römischer Stil     |         |                      |                        |                     |                         |                         |                            |
| Leichtgewicht (bis 66,6 kg)   | Fünfter | Anders Møller        | Besiegte Whittingstall | Besiegte Faulkner   | Verlor gegen Lindén     | nicht erreicht          | nicht erreicht             |
| Leichtgewicht (bis 66,6 kg)   | Neunter | Carl Carlsen         | Besiegte Steens        | Verlor gegen Lindén | nicht erreicht          | nicht erreicht          | nicht erreicht             |
| Leichtgewicht (bis 66,6 kg)   | 17.     | Christian Carlsen    | Verlor gegen Hawkins   | nicht erreicht      | nicht erreicht          | nicht erreicht          | nicht erreicht             |
| Mittelgewicht (bis 73 kg)     | Dritter | Anders Andersen      | Freilos                | Besiegte Lorenz     | Besiegte Belmer         | Verlor gegen Mårtensson | kampflos besiegt Jósefsson |
| Mittelgewicht (bis 73 kg)     | Fünfter | Johannes Eriksen     | Freilos                | Besiegte E. Bacon   | Verlor gegen Andersson  | nicht erreicht          | nicht erreicht             |
| Mittelgewicht (bis 73 kg)     | Fünfter | Axel Larsson         | Besiegte Duijm         | Besiegte Lelie      | Verlor gegen Mårtensson | nicht erreicht          | nicht erreicht             |
| Halbschwergewicht (bis 93 kg) | Dritter | Carl Jensen          | Freilos                | Besiegte Oosten     | Besiegte Banbrook       | Verlor gegen Saarela    | Besiegte Payr              |
| Halbschwergewicht (bis 93 kg) | 17.     | Harald Christiansen  | Verlor gegen Larsson   | nicht erreicht      | nicht erreicht          | nicht erreicht          | nicht erreicht             |
| Halbschwergewicht (bis 93 kg) | 17.     | Henri Nielsen        | Verlor gegen Saarela   | nicht erreicht      | nicht erreicht          | nicht erreicht          | nicht erreicht             |
| Schwergewicht (über 93 kg)    | Dritter | Søren Marinus Jensen | nicht ausgetragen      | nicht ausgetragen   | Freilos                 | Verlor gegen Weisz      | Besiegte Payr              |
| Schwergewicht (über 93 kg)    | Fünfter | Carl Jensen          | nicht ausgetragen      | nicht ausgetragen   | Verlor gegen Weisz      | nicht erreicht          | nicht erreicht             |

### Schießen
| Disziplin                                   | Platz   | Athlet(en) | Punkte |
| ------------------------------------------- | ------- | --- | ------ |
| Männer                                      |         | |        |
| Freies Gewehr Dreistellungskampf            | 14.     | Lars Jørgen Madsen                                                                                               | 813    |
| Freies Gewehr Dreistellungskampf            | 18.     | Christian Pedersen                                                                                               | 780    |
| Freies Gewehr Dreistellungskampf            | 21.     | Hans Christian Schultz                                                                                           | 769    |
| Freies Gewehr Dreistellungskampf            | 33.     | Niels Laursen | 712    |
| Freies Gewehr Dreistellungskampf            | 42.     | Poul Liebst | 645    |
| Freies Gewehr Dreistellungskampf            | 48.     | Niels Christian Christensen                                                                                      | 501    |
| Freies Gewehr Dreistellungskampf            | 51.     | Lorents Jensen                                                                                                   | 321    |
| Freies Gewehr Dreistellungskampf Mannschaft | Vierter | Niels Laursen Lars Jørgen Madsen Ole Olsen Niels Christian Christensen Christian Pedersen Hans Christian Schultz | 4543   |
| Armeegewehr Mannschaft                      | Achter  | Niels Laursen Niels Christian Christensen Lorents Jensen Niels Laursen Julius Hillemann-Jensen Ole Olsen         | 1909   |

### Schwimmen
| Disziplin          | Platz        | Athlet(en)                                        | Vorrunde                               | Halbfinale                         | Finale         |
| ------------------ | ------------ | ------------------------------------------------- | -------------------------------------- | ---------------------------------- | -------------- |
| Männer             |              |                                                   |                                        |                                    |                |
| 100 m              | Vorläufe     | Harald Klem                                       | k. A. Dritter-Sechster, erster Vorlauf | nicht erreicht                     | nicht erreicht |
| 100 m              | Vorläufe     | Poul Holm                                         | k. A. Dritter-Fünfter, dritter Vorlauf | nicht erreicht                     | nicht erreicht |
| 100 m              | Vorläufe     | Hjalmar Saxtorph                                  | k. A. Vierter-Fünfter, fünfter Vorlauf | nicht erreicht                     | nicht erreicht |
| 400 m              | Vorläufe     | Aage Holm                                         | 8:08,8 Zweiter, fünfter Vorlauf        | nicht erreicht                     | nicht erreicht |
| 400 m              | Vorläufe     | Hjalmar Saxtorph                                  | k. A. Vierter-Fünfter, siebter Vorlauf | nicht erreicht                     | nicht erreicht |
| 100 m Rücken       | Zweiter      | Ludvig Dam                                        | 1:26,4 Zweiter, vierter Vorlauf        | k. A. Zweiter, erstes Halbfinale   | 1:26,6         |
| 200 m Brust        | Vorläufe     | Harald Klem                                       | k. A. Dritter, sechster Vorlauf        | nicht erreicht                     | nicht erreicht |
| 4 × 200 m Freistil | Halbfinalist | Poul Holm Harald Klem Ludvig Dam Hjalmar Saxtorph | nicht ausgetragen                      | 12:53,0 Zweiter, erstes Halbfinale | nicht erreicht |

### Turnen
| Disziplin            | Platz   | Athleten | Punkte |
| -------------------- | ------- | --- | ------ |
| Männer               |         | |        |
| Mannschaftsmehrkampf | Vierter | Carl Andersen, Hans Bredmose, Jens Chievitz, Arvor Hansen, Christian Hansen, Ingvardt Hansen, Einar Hermann, Knud Holm, Poul Holm, Oluf Husted-Nielsen, Charles Jensen, Gorm Jensen, Hendrik Johansen, Harald Klem, Robert Madsen, Viggo Meulengracht-Madsen, Lukas Nielsen, Oluf Olsson, Niels Petersen, Nicolai Philipsen, Henrik Rasmussen, Viktor Rasmussen, Marius Thuesen, Niels Turin-Nielsen | 378    |